# Zeche Knappbank
Die Zeche Knappbank war ein Steinkohlenbergwerk im Sprockhöveler Stadtteil Niedersprockhövel. Die Zeche war auch unter den Namen Zeche Knapbanck oder Zeche Knapp & Knappbank bekannt. Trotz der über 120-jährigen Geschichte, wird über das Bergwerk nur wenig berichtet.

## Bergwerksgeschichte
Im Jahr 1739 wurde in den Unterlagen noch vermerkt „liegt stille“. Am 7. Oktober desselben Jahres wurde eine Vermessung getätigt. In den Jahren 1755, 1758 und 1759, 1766 sowie 1769 war das Bergwerk nachweislich in Betrieb. Um das Jahr 1775 war das Bergwerk erneut in Betrieb. Noch vor dem Jahr 1867 konsolidierte die Zeche Knappbank mit der Zeche Diefhausen zur Zeche Knappbank & Diefhausen. Über die Zeche Diefhausen wird nur sehr wenig berichtet. Nach der Verleihung eines Geviertfeldes war die Zeche Diefhausen nur knapp zehn Jahre, bis zur Konsolidation, in Betrieb. Nach der Konsolidation war das neue Bergwerk zunächst in Betrieb. Im Jahr 1867 wurde das Bergwerk in Fristen gelegt. Im Oktober des Jahres 1880 konsolidierte die Zeche Knappbank & Diefhausen mit weiteren Bergwerken zur Zeche Sprockhövel.

## Heutiger Zustand
Heute erinnert in Sprockhövel nur noch ein Pingenfeld, das sich im Breloer Wäldchen befindet, an die Zeche Knappbank. Dieses Pingenfeld weist vermutlich auch Spuren über die Abbautätigkeit der Zeche Knappbank auf.